# Teaterrådet
Teaterrådet, også kaldet Statens Teaterråd, var et dansk råd, der havde som sin hovedopgave at fordele de statslige midler, der støtter anden teatervirksomhed end Det Kongelige Teater, Den Jyske Opera og Det Danske Teater, landsdelsscenerne og Det Storkøbenhavnske Teaterfællesskab. Rådet fordelte i 2000/2001 i alt 73,5 millioner kroner.
Rådet blev i sin sidste form nedsat med hjemmel i teaterloven fra 1990, der fastslog, at rådet skulle "rådgive og bistå offentlige myndigheder i sager angående teaterforhold" og at rådet "på eget initiativ kan behandle spørgsmål vedrørende dansk teaterliv og fremsætte udtalelser herom". Det indbefattede fra 1996 også at rådgive amter og kommuner mht. kontrakter med egnsteatre og små storbyteatre. Det første teaterråd blev dog nedsat allerede i 1926, hvor det hørte under Justitsministeriet.
Loven fastslår også, at rådet skulle støtte både stationære teatre og turnéteatre og fremme ny dansk dramatik. Støtten kunne både ske ved støtte til den løbende drift eller til enkeltstående projekter og i form af tilskud, garanti eller lån.
Teaterrådet havde fem teaterkyndige medlemmer, hvoraf tre (inklusiv formanden) var udpeget af kulturministeren, mens to var udpeget af teaterbranchen. Rådet blev nedlagt i 2003 i forbindelse med oprettelsen af Kunstrådet, der under sig har et scenekunstudvalg.